# Luigi Sprega
Luigi Sprega, né en 1829 à Rome (Italie) et mort le 2 février 1887, est un joueur d'échecs italien.

## Biographie
Luigi Sprega l'emporta au deuxième  Championnat d'échecs d'Italie à Livourne en 1878, marquant 14 points sur 16. Il fut sixième ex-aequo avec d'Aumiller à Milan en 1881.

## Source
- (br) Cet article est partiellement ou en totalité issu de l’article de Wikipédia en breton intitulé « Luigi Sprega » (voir la liste des auteurs).